# Други кордунашки партизански одред
Други кордунашки народноослободилачки партизански (НОП) одред је био партизанска јединица у саставу Народноослободилачке војске и партизанских одреда Југославије током Другог светског рата у Југославији. 

## Историјат
Формиран је почетком фебруара 1942. од 2. и 3. батаљона дотадашњег Кордунашког НОП одреда. По формирању имао је укупно три батаљона, а крајем фебруара четири батаљона са 929 бораца са 5 митраљеза, 16 пушкомитраљеза, 538 пушака и 101 ловачком пушком. Дејствовао је на подручју Слуња, Плашког, Огулина и Вељуна. У првој половини фебруара делови 3. батаљона напали су италијанску колону код Батноге, између Слуња и Велике Кладуше, и разбили је. Заробљено је 42 италијанска војника и убијено и рањено 17, а заплењено 52 пушке и већа количина муниције и опреме. Његова два батаљона (1. и 3) са деловима 1. кордунашког НОП одреда одбили су у борбама од 22. до 25. фебруара 1942. нападе италијанских снага из Слуња и усташко-домобранских и италијанских снага из Огулина и Каменице. Убијено је преко 60 италијанских војника, усташа, домобрана и жандарма, и заробљено 42 италијанска војника и 22 домобрана. Непријатељ је напустио Примишље и Велику Кладушу. Средином марта Одред је имао 1081 борца и био ангажован углавном у одбрани слободне територије; делови Одреда напали су италијанску колону између Плашког и Плавча Драге, разбили је и заробили 36 Италијана, запленили 35 пушака и 6 пушкомитраљеза, а ноћу 26/27. априла заузели Перјасицу (убили
10, тешко ранили 4, а заробили 61 домобрана и жандарма). Средином маја Одред је формирао Пролетерску чету, а 21. маја имао је 990 бораца са 4 митраљеза, 20 пушкомитраљеза, 777 пушака. У мају је Одред дејствовао делом снага у ширем рејону Босиљева, Прилишћа и Нетретића, око Благаја и Јесеница, Присјеке, Крстиње и Пониквара, и рушио пругу измеду Тоуња и Кошара. У јуну је са два батаљона напао Саборско и уништио италијанску посаду код Јаворника, блокирао Примишље и Тоуњ, одбио нападе из Слуња и Каменице, савладао домобранску посаду у Тоуњу и заробио 63 домобрана. Средином јула са 1. НОУ бригадом Одред је поновно блокирао посаду у Примишљу и присилио је да се повуче у Слуњ. У јулу је у Одреду формиран Ударни батаљон (14. јула), од дотадашњег 3. батаљона формирана су два батаљона (3. и 4); Пролетерска чета упућена је у Жумберачко-покупски НОП одред, а формирана је Омладинска чета. Тада су у саставу Одреда били Ударни батаљон, 1, 2, 3. и 4. батаљон. У јулу и августу Одред је успешно бранио слободну територију и омогућио извршење жетве. У другој половини августа упутио је Ударни батаљон у 4. кордунашку бригаду. Јаче италијанске снаге са четницима напале су крајем августа подручје 1. батаљона, палиле и пљачкале села настањена српским и хрватским становништвом. Средином септембра Одред је расформиран; највећи део снага ушао је у састав 5. кордунашке бригаде и подручних батаљона Команде кордунашког
НОП одреда.